# Gellone
Gellone est le nom du val où fut construite à partir de 804 par Guilhem de Gellone l'abbaye de Saint-Guilhem-le-Désert, dite également abbaye de Gellone, situé au nord de Montpellier dans le département français de l'Hérault et la région Languedoc-Roussillon.
Le vallon est traversé par le ruisseau Le Verdus et englobe le village de Saint-Guilhem-le-Désert.
Aujourd'hui, le cloître de l'abbaye de Gellone est en partie conservé au musée des Cloîtres de G. Grey Barnard à New York.

## Source bibliographique
Dom Claude Devic, dom Joseph Vaissète, Histoire générale de Languedoc, tome II, réédition par Lacour éditeur à Nîmes, 1993.